# Elatobia kostjuki
Elatobia kostjuki är en fjärilsart som beskrevs av Aleksei Konstantinovich Zagulajev 1994. Elatobia kostjuki ingår i släktet Elatobia och familjen äkta malar. Inga underarter finns listade i Catalogue of Life.